# ダヴィッド・ディ・ドナテッロ主演女優賞
ダヴィッド・ディ・ドナテッロ主演女優賞（伊: David di Donatello per la miglior attrice protagonista）は、 ダヴィッド・ディ・ドナテッロ賞の部門の一つ。1956年、賞の創設と同時に設置された。 
2023年現在での最多受賞者は7回受賞のソフィア・ローレンである。 

## 受賞者・候補者一覧
太字が受賞者。なお、1980年以前はノミネート制度が導入されていなかったため、賞は受賞者に直接授与されていた。 

### 1950年代
- 1956年
  - ジーナ・ロロブリジーダ（『美女の中の美女』）
- 1957年：該当なし
- 1958年
  - アンナ・マニャーニ（『野性の息吹き』）
- 1959年
  - アンナ・マニャーニ（『街の中の地獄』）

### 1960年代
- 1960年：該当なし
- 1961年
  - ソフィア・ローレン（『ふたりの女』）
- 1962年：該当なし
- 1963年
  - シルヴァーナ・マンガーノ（『Il processo di Verona』）
  - ジーナ・ロロブリジーダ（『皇帝のビーナス』）
- 1964年
  - ソフィア・ローレン（『昨日、今日、明日』）
- 1965年
  - ソフィア・ローレン（『ああ結婚』）
- 1966年
  - ジュリエッタ・マシーナ（『魂のジュリエッタ』）
- 1967年
  - シルヴァーナ・マンガーノ（『華やかな魔女たち』）
- 1968年
  - クラウディア・カルディナーレ（『Il giorno della civetta』）
- 1969年
  - モニカ・ヴィッティ（『La ragazza con la pistola』）
  - ジーナ・ロロブリジーダ（『想い出よ、今晩は！』）

### 1970年代
- 1970年
  - ソフィア・ローレン（『ひまわり』）
- 1971年
  - フロリンダ・ボルカン（『ベニスの愛』）
  - モニカ・ヴィッティ（『Ninì Tirabusciò, la donna che inventò la mossa』）
- 1972年
  - クラウディア・カルディナーレ（『Bello, onesto, emigrato Australia sposerebbe compaesana illibata』）
- 1973年
  - シルヴァーナ・マンガーノ（『Lo scopone scientifico』）
  - フロリンダ・ボルカン（『Cari genitori』）
- 1974年
  - モニカ・ヴィッティ（『Polvere di stelle』）
  - ソフィア・ローレン（『旅路』）
- 1975年
  - マリアンジェラ・メラート（『La poliziotta』）
- 1976年
  - モニカ・ヴィッティ（『L'anatra all'arancia』）
- 1977年
  - マリアンジェラ・メラート （『Caro Michele』）
- 1978年
  - ソフィア・ローレン（『特別な一日』）
  - マリアンジェラ・メラート（『Il gatto』）
- 1979年
  - モニカ・ヴィッティ（『Amori miei』）

### 1980年代
| 年                         | 候補者                                               | 作品               |
| -------------------------- | ---------------------------------------------------- | ------------------ |
| 1980                       | ヴィルナ・リージ                                     | 『スキャンドール』 |
| 1981                       |                                                      |                    |
| ヴァレリア・ドビチ         | 『パッション・ダモーレ』                             |                    |
| マリアンジェラ・メラート   | 『Aiutami a sognare』                                |                    |
| エレナ・ファブリツィ       | 『Bianco, rosso e Verdone』                          |                    |
| 1982                       |                                                      |                    |
| エレオノーラ・ジョルジ     | 『Borotalco』                                        |                    |
| オルネラ・ムーティ         | 『町でいちばんの美女／ありきたりな狂気の物語』       |                    |
| マリーナ・スーマ           | 『Le occasioni di Rosa』                             |                    |
| 1983                       |                                                      |                    |
| ジュリアーナ・デ・シーオ   | 『ハスラー・ザ・ファイナル』                         |                    |
| ジュリアーナ・デ・シーオ   | 『Sciopèn』                                          |                    |
| マリアンジェラ・メナート   | 『Il buon soldato』                                  |                    |
| ハンナ・シグラ             | 『ピエラ 愛の遍歴』                                  |                    |
| 1984                       |                                                      |                    |
| リーナ・サストリ           | 『Mi manda Picone』                                  |                    |
| ラウラ・モランテ           | 『僕のビアンカ』                                     |                    |
| モニカ・ヴィッティ         | 『Flirt』                                            |                    |
| 1985                       |                                                      |                    |
| リーナ・サストリ           | 『女テロリストの秘密』                               |                    |
| ジュリアーナ・デ・シーオ   | 『Casablanca, Casablanca』                           |                    |
| レア・マッサーリ           | 『女テロリストの秘密』                               |                    |
| ジュリア・ミゲネス         | 『カルメン』                                         |                    |
| 1986                       |                                                      |                    |
| アンヘラ・モリーナ         | 『Un complicato intrigo di donne, vicoli e delitti』 |                    |
| ジュリエッタ・マシーナ     | 『ジンジャーとフレッド』                             |                    |
| リヴ・ウルマン             | 『女たちのテーブル』                                 |                    |
| 1987                       |                                                      |                    |
| リヴ・ウルマン             | 『さらばモスクワ』                                   |                    |
| ヴァレリア・ゴリーノ       | 『Storia d'amore』                                   |                    |
| ステファニア・サンドレッリ | 『ラ・ファミリア』                                   |                    |
| 1988                       |                                                      |                    |
| エレナ・ソフォーノワ       | 『黒い瞳』                                           |                    |
| ヴァレリア・ゴリーノ       | 『Gli occhiali d'oro』                               |                    |
| オルネラ・ムーティ         | 『Io e mia sorella』                                 |                    |
| 1989                       |                                                      |                    |
| ステファニア・サンドレッリ | 『ミニョンにハートブレイク』                         |                    |
| オルネラ・ムーティ         | 『Codice privato』                                   |                    |
| マリナ・ヴラディ           | 『スプレンドール』                                   |                    |

### 1990年代
| 年                             | 候補者                                           | 作品 |
| ------------------------------ | ------------------------------------------------ | ---- |
| 1990                           |                                                  |      |
| エレナ・ソフィア・リッチ       | 『Ne parliamo lunedì』                           |      |
| ヴィルナ・リージ               | 『Buon Natale... buon anno』                     |      |
| ステファニア・サンドレッリ     | 『Evelina e i suoi figli』                       |      |
| リーナ・サストリ               | 『Piccoli equivoci』                             |      |
| アンナ・ボナイウート           | 『Donna d'ombra』                                |      |
| 1991                           |                                                  |      |
| マルゲリータ・ブイ             | 『殺意のサン・マルコ駅』                         |      |
| ナンシー・ブリッリ             | 『Italia-Germania 4-3』                          |      |
| マルゲリータ・ブイ             | 『La settimana della Sfinge』                    |      |
| イングリッド・チューリン       | 『La casa del sorriso』                          |      |
| アンジェラ・フィノッキアーロ   | 『Volere volare』                                |      |
| 1992                           |                                                  |      |
| ジュリアーナ・デ・シーオ       | 『Cattiva』                                      |      |
| マルゲリータ・ブイ             | 『Maledetto il giorno che t'ho incontrato』      |      |
| フランチェスカ・ネリ           | 『Pensavo fosse amore... invece era un calesse』 |      |
| 1993                           |                                                  |      |
| アントネッラ・ポンツィアーニ   | 『Verso sud』                                    |      |
| マルゲリータ・ブイ             | 『Cominciò tutto per caso』                      |      |
| カーラ・グラヴィーナ           | 『Il lungo silenzio』                            |      |
| 1994                           |                                                  |      |
| アーシア・アルジェント         | 『Perdiamoci di vista』                          |      |
| キアラ・カゼッリ               | 『Dove siete? Io sono qui』                      |      |
| バルバラ・デ・ロッシ           | 『Maniaci sentimentali』                         |      |
| 1995                           |                                                  |      |
| アンナ・ボナイウート           | 『愛に戸惑って』                                 |      |
| サブリナ・フェリッリ           | 『La bella vita』                                |      |
| アンナ・ガリエーナ             | 『Senza pelle』                                  |      |
| 1996                           |                                                  |      |
| ヴァレリア・ブルーニ・テデスキ | 『La seconda volta』                             |      |
| ヴィルナ・リージ               | 『心のおもむくままに』                           |      |
| ラウラ・モランテ               | 『Ferie d'agosto』                               |      |
| リーナ・サストリ               | 『Celluloide』                                   |      |
| 1997                           |                                                  |      |
| アーシア・アルジェント         | 『雨上がりの駅で』                               |      |
| マルゲリータ・ブイ             | 『Testimone a rischio』                          |      |
| イアイア・フォルテ             | 『Luna e l'altra』                               |      |
| クラウディア・ジェリーニ       | 『アイリスにぞっこん』                           |      |
| モニカ・グエッリトーレ         | 『La lupa』                                      |      |
| 1998                           |                                                  |      |
| ヴァレリア・ブルーニ・テデスキ | 『愛の言葉を信じて』                             |      |
| アンナ・ボナイウート           | 『戦争のリハーサル』                             |      |
| ヴァレリア・ゴリーノ           | 『アクロバットの女たち』                         |      |
| 1999                           |                                                  |      |
| マルゲリータ・ブイ             | 『もうひとつの世界』                             |      |
| フランチェスカ・ネリ           | 『Matrimoni』                                    |      |
| ジョヴァンナ・メッツォジョルノ | 『Del perduto amore』                            |      |

### 2000年代
| 年                             | 候補者                         | 作品 |
| ------------------------------ | ------------------------------ | ---- |
| 2000                           |                                |      |
| リーチャ・マリエッタ           | 『ベニスで恋して』             |      |
| ロレンツァ・インドヴィーナ     | 『Un amore』                   |      |
| フランチェスカ・ネリ           | 『Il dolce rumore della vita』 |      |
| フランチェスカ・ネリ           | 『Io amo Andrea』              |      |
| イザベラ・ロッセリーニ         | 『ふたりのトスカーナ』         |      |
| 2001                           |                                |      |
| ラウラ・モランテ               | 『息子の部屋』                 |      |
| マルゲリータ・ブイ             | 『無邪気な妖精たち』           |      |
| ジョヴァンナ・メッツォジョルノ | 『最後のキス』                 |      |
| 2002                           |                                |      |
| マリーナ・コンファローネ       | 『Incantesimo napoletano』     |      |
| サンドラ・チェッカレッリ       | 『ぼくの瞳の光』               |      |
| リーチャ・マリエッタ           | 『赤い月の夜』                 |      |
| 2003                           |                                |      |
| ジョヴァンナ・メッツォジョルノ | 『向かいの窓』                 |      |
| ドナテッラ・フィノッキアーロ   | 『Angela』                     |      |
| ヴァレリア・ゴリーノ           | 『グラツィアの島』             |      |
| ラウラ・モランテ               | 『リメンバー・ミー』           |      |
| ステファニア・ロッカ           | 『彼らの場合』                 |      |
| 2004                           |                                |      |
| ペネロペ・クルス               | 『赤いアモーレ』               |      |
| ミケーラ・チェスコン           | 『Primo amore』                |      |
| リーチャ・マリエッタ           | 『アガタと嵐』                 |      |
| ヴィオランテ・プラチド         | 『Che ne sarà di noi』         |      |
| マヤ・サンサ                   | 『夜よ、こんにちは』           |      |
| 2005                           |                                |      |
| バルボラ・ボブローヴァ         | 『聖なる心』                   |      |
| サンドラ・チェッカレッリ       | 『映画のようには愛せない』     |      |
| ヴァレンティナ・チェルヴィ     | 『Provincia meccanica』        |      |
| マリア・デ・メデイロス         | 『Il resto di niente』         |      |
| マヤ・サンサ                   | 『愛はふたたび』               |      |
| 2006                           |                                |      |
| ヴァレリア・ゴリーノ           | 『La guerra di Mario』         |      |
| マルゲリータ・ブイ             | 『夫婦の危機』                 |      |
| クリスティアーナ・カポトンディ | 『Notte prima degli esami』    |      |
| ジョヴァンナ・メッツォジョルノ | 『心の中の獣』                 |      |
| アナ・カテリーナ・モラリウ     | 『わが人生最良の敵』           |      |
| 2007                           |                                |      |
| クセニア・ラパポルト           | 『題名のない子守唄』           |      |
| ドナテッラ・フィノッキアーロ   | 『結婚演出家』                 |      |
| マルゲリータ・ブイ             | 『対角に土星』                 |      |
| ジョヴァンナ・メッツォジョルノ | 『いつか翔べるように』         |      |
| ラウラ・モランテ               | 『Liscio』                     |      |
| 2008                           |                                |      |
| マルゲリータ・ブイ             | 『日々と雲行き』               |      |
| アンナ・ボナイウート           | 『湖のほとりで』               |      |
| アントニア・リスコヴァ         | 『あたたかな場所』             |      |
| ヴァレンティーナ・ロドヴィーニ | 『まなざしの長さをはかって』   |      |
| ヴァレリア・ソラリーノ         | 『Signorina Effe』             |      |
| 2009                           |                                |      |
| アルバ・ロルヴァケル           | 『ボローニャの夕暮れ』         |      |
| ドナテッラ・フィノッキアーロ   | 『堕天使』                     |      |
| クラウディア・ジェリーニ       | 『Diverso da chi?』            |      |
| ヴァレリア・ゴリーノ           | 『ジュリアは夕べに出かけない』 |      |
| イラリア・オッキーニ           | 『Mar nero』                   |      |

### 2010年代
| 年                                   | 候補者                                   | 作品 |
| ------------------------------------ | ---------------------------------------- | ---- |
| 2010                                 |                                          |      |
| ミカエラ・ラマッツォッティ           | 『はじめての大切なもの』                 |      |
| グレタ・ズッケリ・モンタナーリ       | 『やがて来たる者へ』                     |      |
| ステファニア・サンドレッリ           | 『はじめての大切なもの』                 |      |
| マルゲリータ・ブイ                   | 『まっさらな光のもとで』                 |      |
| ジョヴァンナ・メッツォジョルノ       | 『愛の勝利を ムッソリーニを愛した女』    |      |
| 2011                                 |                                          |      |
| パオラ・コルテッレージ               | 『Nessuno mi può giudicare』             |      |
| セイラ・フェルバーバウム             | 『至宝 ある巨大企業の犯罪』              |      |
| アンジェラ・フィノッキアーロ         | 『Benvenuti al sud』                     |      |
| アルバ・ロルヴァケル                 | 『素数たちの孤独』                       |      |
| イザベッラ・ラゴネーゼ               | 『我らの生活』                           |      |
| 2012                                 |                                          |      |
| 趙濤                                 | 『ある海辺の詩人 小さなヴェニスで』      |      |
| ヴァレリア・ゴリーノ                 | 『バッグにはクリプトナイト』             |      |
| クラウディア・ジェリーニ             | 『Il mio domani』                        |      |
| ミカエラ・ラマッツォッティ           | 『天国は満席』                           |      |
| ドナテッラ・フィノッキアーロ         | 『海と大陸』                             |      |
| 2013                                 |                                          |      |
| マルゲリータ・ブイ                   | 『はじまりは5つ星ホテルから』            |      |
| ヴァレリア・ブルーニ・テデスキ       | 『ローマに消えた男』                     |      |
| トニー                               | 『来る日も来る日も』                     |      |
| テア・ファルコ                       | 『孤独な天使たち』                       |      |
| ジャスミン・トリンカ                 | 『いつか行くべき時が来る』               |      |
| 2014                                 |                                          |      |
| ヴァレリア・ブルーニ・テデスキ       | 『人間の値打ち』                         |      |
| パオラ・コルテッレージ               | 『Sotto una buona stella』               |      |
| サブリナ・フェリッリ                 | 『グレート・ビューティー／追憶のローマ』 |      |
| カシア・スムトゥニアク               | 『カプチーノはお熱いうちに』             |      |
| ジャスミン・トリンカ                 | 『ミエーレ』                             |      |
| 2015                                 |                                          |      |
| マルゲリータ・ブイ                   | 『母よ、』                               |      |
| アルバ・ロルヴァケル                 | 『ハングリー・ハーツ』                   |      |
| ヴィルナ・リージ                     | 『ラテン・ラバー』                       |      |
| ジャスミン・トリンカ                 | 『Nessuno si salva da solo』             |      |
| パオラ・コルテッレージ               | 『これが私の人生設計』                   |      |
| 2016                                 |                                          |      |
| イレニア・パストレッリ               | 『皆はこう呼んだ、鋼鉄ジーグ』           |      |
| アストリッド・ベルジュ＝フリスベ     | 『アラスカ』                             |      |
| パオラ・コルテッレージ               | 『Gli ultimi saranno ultimi』            |      |
| サブリナ・フェリッリ                 | 『私と彼女』                             |      |
| ジュリエット・ビノシュ               | 『待つ女たち』                           |      |
| ヴァレリア・ゴリーノ                 | 『あなたたちのために』                   |      |
| アンナ・フォリエッタ                 | 『おとなの事情』                         |      |
| 2017                                 |                                          |      |
| ヴァレリア・ブルーニ・テデスキ       | 『歓びのトスカーナ』                     |      |
| ダフネ・スコッチャ                   | 『花咲く恋』                             |      |
| アンジェラ＆マリアンナ・フォンターナ | 『切り離せないふたり』                   |      |
| ミカエラ・ラマッツォッティ           | 『歓びのトスカーナ』                     |      |
| マティルダ・デ・アンジェリス         | 『ゴッド・スピード・ユー！』             |      |
| 2018                                 |                                          |      |
| ジャスミン・トリンカ                 | 『フォルトゥナータ』                     |      |
| パオラ・コルテッレージ               | 『環状線の猫のように』                   |      |
| ヴァレリア・ゴリーノ                 | 『エマの瞳』                             |      |
| ジョヴァンナ・メッツォジョルノ       | 『ナポリ、熟れた情事』                   |      |
| イザベッラ・ラゴネーゼ               | 『Sole cuore amore』                     |      |
| 2019                                 |                                          |      |
| エレナ・ソフィア・リッチ             | 『LORO 欲望のイタリア』                  |      |
| マリアンナ・フォンターナ             | 『カプリ島のレボリューション』           |      |
| ピーナ・トゥルコ                     | 『堕ちた希望』                           |      |
| アルバ・ロルヴァケル                 | 『ルチアの恩寵』                         |      |
| アンナ・フォリエッタ                 | 『ある日突然に』                         |      |
|                                      |                                          |      |

### 2020年代
| 年                             | 候補者                                          | 作品 |
| ------------------------------ | ----------------------------------------------- | ---- |
| 2020                           |                                                 |      |
| ジャスミン・トリンカ           | 『幸運の女神』                                  |      |
| ヴァレリア・ブルーニ・テデスキ | 『I villeggianti』                              |      |
| イザベッラ・ラゴネーゼ         | 『弟は僕のヒーロー』                            |      |
| リンダ・カリーディ             | 『憶えてる？』                                  |      |
| ルネッタ・サヴィーノ           | 『Rosa』                                        |      |
| ヴァレリア・ゴリーノ           | 『オール・マイ・クレイジー・ラブ』              |      |
| 2021                           |                                                 |      |
| ソフィア・ローレン             | 『これからの人生』                              |      |
| ヴィットリア・プッチーニ       | 『18 regali』                                   |      |
| パオラ・コルテッレージ         | 『こどもたち』                                  |      |
| ミカエラ・ラマッツォッティ     | 『離ればなれになっても』                        |      |
| アルバ・ロルヴァケル           | 『靴ひものロンド』                              |      |
| 2022                           |                                                 |      |
| スワミー・ロートロ             | 『キアラへ』                                    |      |
| ミリアム・レオーネ             | 『ディアボリック』                              |      |
| アウロラ・ジョヴィナッツォ     | 『フリークスアウト』                            |      |
| ローザ・パラシアーノ           | 『Giulia』                                      |      |
| マリア・ナツィオナーレ         | 『笑いの王』                                    |      |
| 2023                           |                                                 |      |
| バルバラ・ロンキ               | 『Settembre』                                   |      |
| ベネデッタ・ポルカローリ       | 『Amanda』                                      |      |
| マルゲリータ・ブイ             | 『夜の外側 イタリアを震撼させた55日間』         |      |
| ペネロペ・クルス               | 『無限の広がり』                                |      |
| クラウディア・パンドルフィ     | 『乾いたローマ』                                |      |
| 2024                           |                                                 |      |
| パオラ・コルテッレージ         | 『まだ明日がある』                              |      |
| リンダ・カリーディ             | 『アモーレの最後の夜』                          |      |
| イザベッラ・ラゴネーゼ         | 『Come pecore in mezzo ai lupi』                |      |
| ミカエラ・ラマッツォッティ     | 『Felicità』                                    |      |
| バルバラ・ロンキ               | 『エドガルド・モルターラ ある少年の数奇な運命』 |      |

## 複数回受賞者
| 受賞回数 | 受賞者                         | 年度                                                   |
| -------- | ------------------------------ | ------------------------------------------------------ |
| 7        | ソフィア・ローレン             | 1961年、1964年、1965年、1970年、1974年、1978年、2021年 |
| 5        | マルゲリータ・ブイ             | 1991年、1999年、2008年、2013年、2015年                 |
| 5        | モニカ・ヴィッティ             | 1969年、1971年、1974年、1976年、1979年                 |
| 4        | ヴァレリア・ブルーニ・テデスキ | 1996年、1998年、2014年、2017年                         |
| 4        | マリアンジェラ・メラート       | 1975年、1977年、1978年、1981年                         |
| 3        | ジーナ・ロロブリジーダ         | 1956年、1963年、1969年                                 |
| 3        | シルヴァーナ・マンガーノ       | 1963年、1967年、1973年                                 |
| 2        | パオラ・コルテッレージ         | 2021年、2024年                                         |
| 2        | ジャスミン・トリンカ           | 2018年、2020年                                         |
| 2        | エレナ・ソフィア・リッチ       | 1999年、2021年                                         |
| 2        | アーシア・アルジェント         | 1994年、1997年                                         |
| 2        | ジュリアーナ・デ・シーオ       | 1983年、1992年                                         |
| 2        | リーナ・サストリ               | 1984年、1985年                                         |
| 2        | クラウディア・カルディナーレ   | 1968年、1972年                                         |
| 2        | アンナ・マニャーニ             | 1958年、1959年                                         |